# Lockheed Corporation

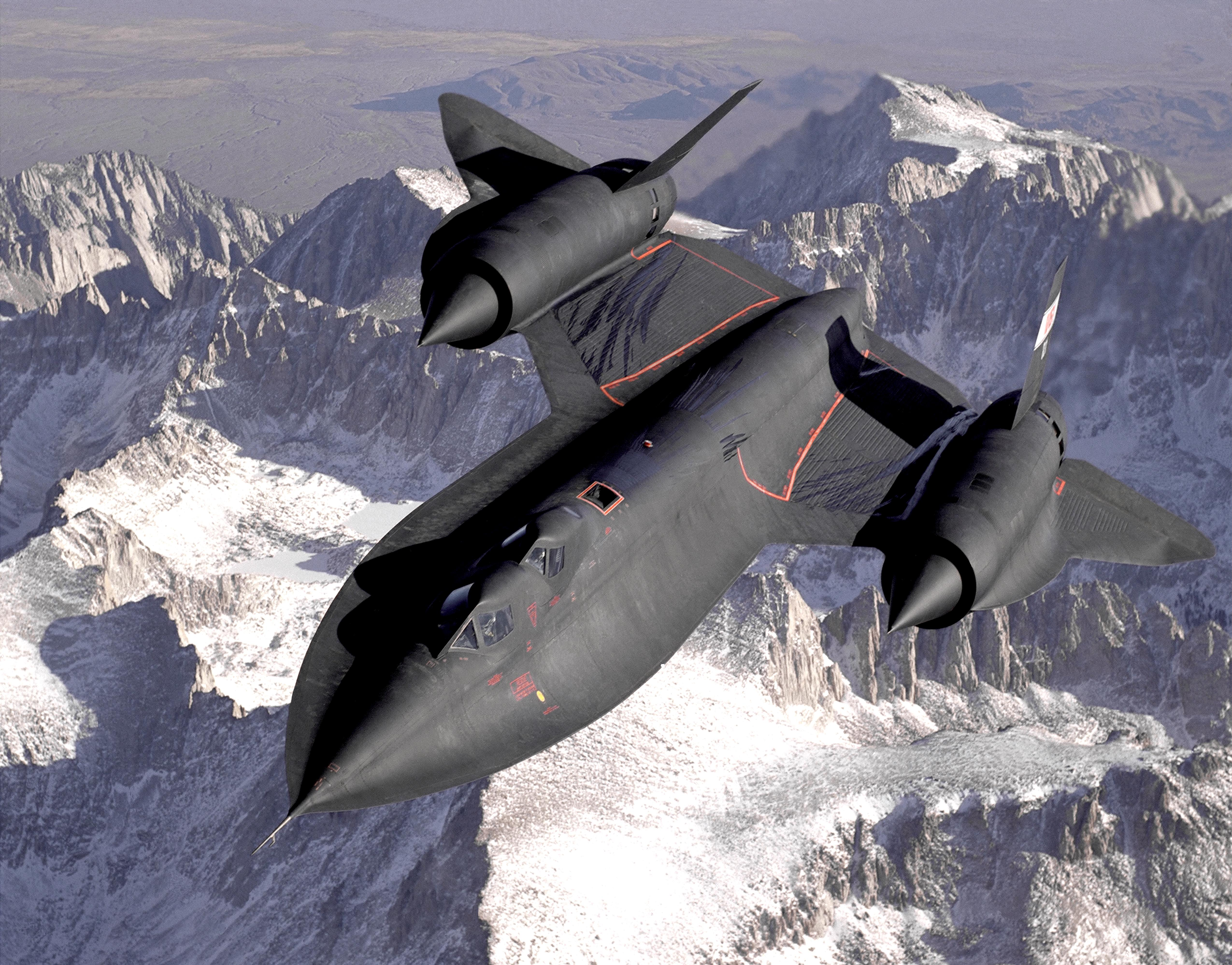
El Lockheed SR-71 Blackbird, avió de reconeixement estratègic de llarg abast que va estar en actiu entre els anys 1964 i 1998.

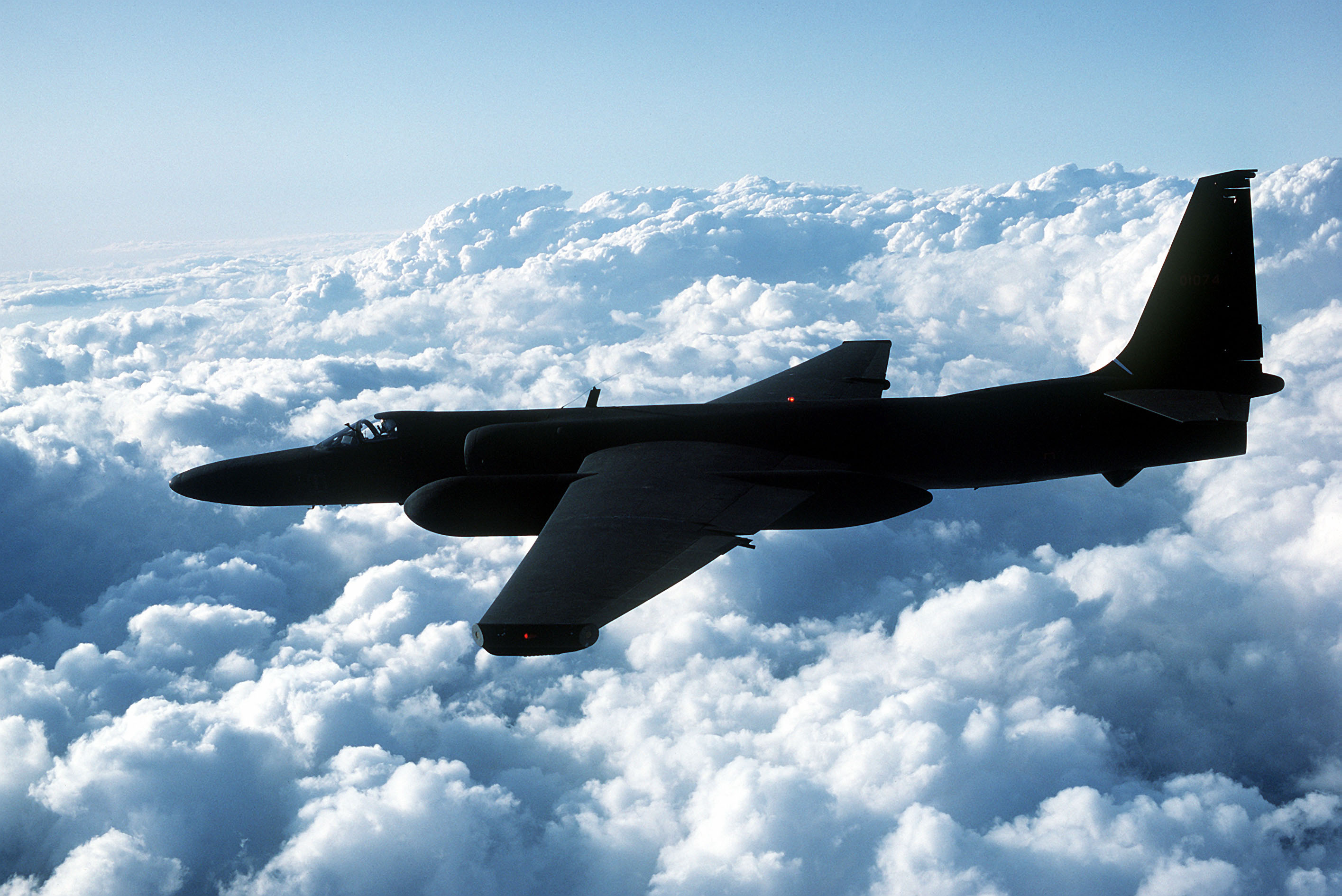
El Lockheed U-2, avió de vigilància a gran altitud.

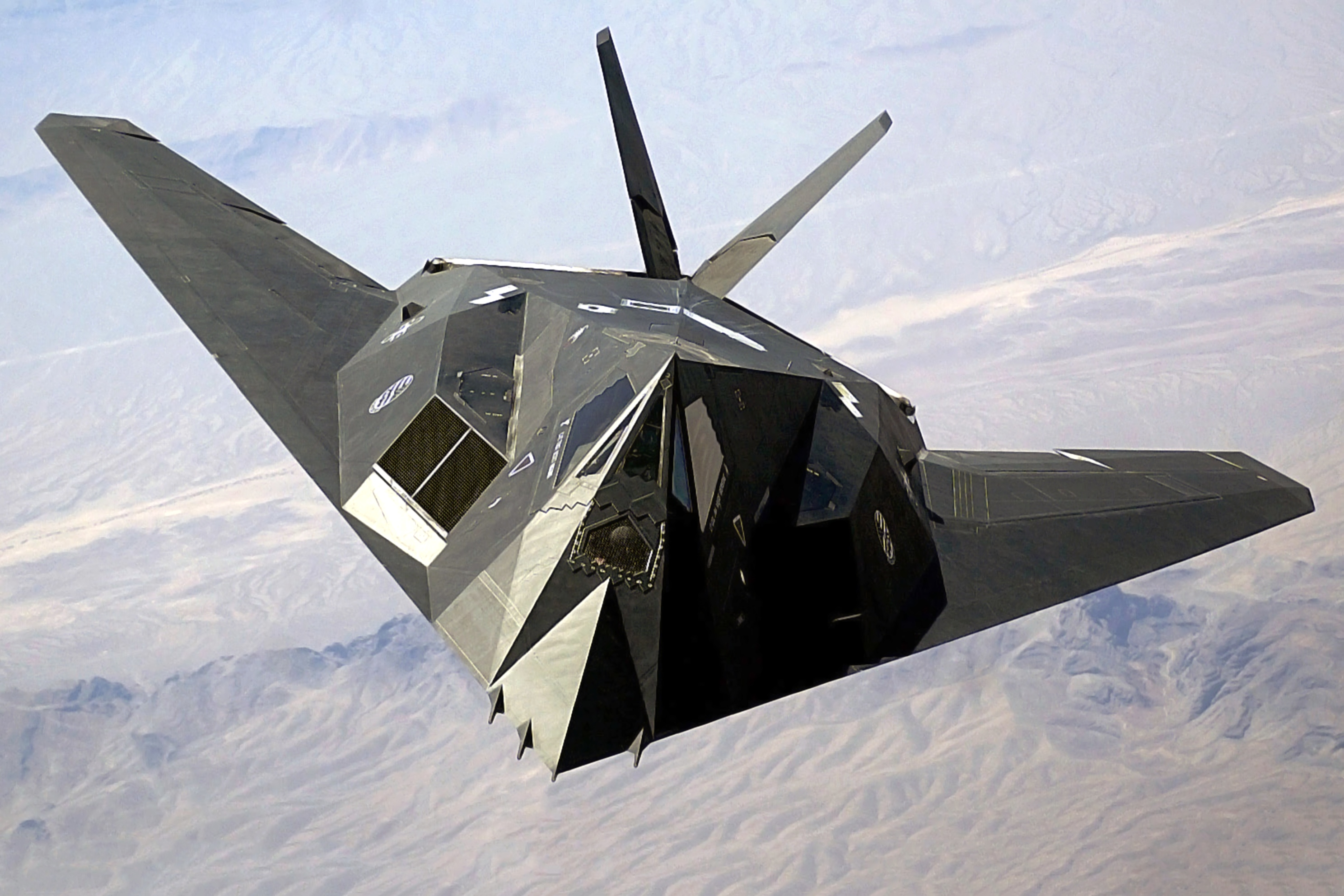
L'avió d'atac furtiu F-117 Nighthawk.

La Lockheed Corporation, originalment coneguda com a Loughead Aircraft Manufacturing Company, fou una empresa aeroespacial nord-americana fundada l'any 1912, la qual fou dissolta l'any 1995 per a fusionar-se amb l'empresa Martin Marietta, formant així Lockheed Martin.

## Orígens
Introduïts en el món de l'aviació a mitjans de l'any 1910, els germans Allan i Malcolm Loughead varen fundar l'any 1912 la Alco Hydro-Aeroplane Company, construint un hidroavió que van convertir en el taxi aeri de la badia de San Francisco. A 10 dòlars el trajecte el negoci no resultava rendible, però va començar a anar millor quatre anys més tard, al canviar el nom pel de Loughead Aircraft Manufacturing Company, la seu de la qual s'ubicava a la ciutat de Santa Bàrbara, a Califòrnia, Estats Units. En aquella època comptaven amb un gran estadista i dissenyador entre els seus empleats, John K. Northrop, que més endavant fundaria la seva pròpia companyia. Anys després, la companyia va tenir dificultats econòmiques en invertir molts diners per crear el F-1, un hidroavió militar i la versió terrestre, el F-1A. Al acabar la guerra abans que poguessin recuperar la inversió, els va obligar a tancar temporalment l'any 1921 però Loughead i Northrop van continuar treballant i van dissenyar un monoplà de gran velocitat per transport de passatgers. Per posar en marxa aquest projecte, calia un bon recolzament econòmic que van trobar en Fred S. Keeler, un home de negocis que va aportar 22.500 dels 25.000 dolars necessaris per poder crear, el desembre de 1926, la Lockheed Aircraft Company. El Lockheed Vega va ser el primer gran disseny que va sortir de la nova companyia, que va conservar la denominació fins a l'any 1995, quan es va fusionar amb l'empresa Martin Marietta, donant lloc a Lockheed Martin.

## Models d'avions
Avions per a ús civil
- Lockheed Vega: transport civíl. (1927)
- Lockheed 8 Sirius (1929)
- Lockheed 9 Orion (1931)
- Lockheed L-10 Electra: avió de transport civíl. (1934)
- Lockheed L-12 Electra Junior (1936)
- Lockheed L-14 Super Electra (1937)
- Lockheed L-18 Lodestar (1939)
- Lockheed Constellation: Avió quatrimotor de transport civíl. (1943)
- Lockheed Saturn, avió petit de transport civil. (1946)
- Lockheed L-1049 Super Constellation, evolució del Lockheed Constellation en resposta al DC-6 (1951)
- Lockheed L-1649 Starliner, última evolució del Lockheed Constellation en resposta al DC-7 (1956)
- Lockheed L-188 Electra: Avió de transport civíl. (1957)
- Lockheed JetStar, avió de transport civil. (1957)
- Lockheed L-1011 TriStar: Avió de transport civíl (1970)

Avions per a ús militar
- Lockheed Hudson: Avió de patrulla marítima/bombarder. (1938)
- Lockheed P-38 Lightning (1939)
- Lockheed Ventura, bombarder bimotor (1941)
- Lockheed C-69 Constellation, versió militar per transport del Lockheed Constellation (1943)
- Lockheed P-80 Shooting Star: caça de combat a reacció. (1944)
- Lockheed P2 Neptune: Avió de patrulla marítima. (1945)
- Lockheed R6V Constitution, avió de transport militar (1946)
- Lockheed T-33, avió d'entrenament militar (1948)
- Lockheed F-94 Starfire: caça tot temps. (1949)
- Lockheed EC-121 Warning Star, avió de reconeixement AWACS (1949)
- Lockheed XFV-1 Salmon, avió VTOL experimental.(1951)
- Lockheed X-7, avió experimental no tripulat (1951)
- Lockheed C-130 Hercules: avió de transport tàctic mitjà. (1954)
- Lockheed F-104 Starfighter: Un caça bombarder a reacció. (1954)
- Lockheed U-2 Dragon Lady: Avió de reconeixement i aixecament de mapes de recursos. (1955)
- Lockheed P-3 Orion: Avió de guerra antisubmarina i patruller marítim. (1959)
- Lockheed A-12 (1962)
- Lockheed YF-12: Prototip (1963)
- Lockheed C-141 Starlifter: Avió de transport tàctic amb gran abast. (1963)
- Lockheed SR-71 Blackbird: Avió de reacció de reconeixement aèri. (1966)
- Lockheed AC-130 Spectre: llança-canons, variant del C-130. (1966)
- Lockheed C-5 Galaxy: Avió pesat de transport. (1968)
- Lockheed YO-3, avió de reconeixement nocturn molt silenciós creat principalment pel seu ús durant la Guerra del Vietnam (1969)
- Lockheed S-3 Viking: avió de patrulla marítima/cisterna/guerra antisubmarina. (1972)
- Lockheed Martin F-16 Fighting Falcon: Caça polivalent. (1974)
- Lockheed EC-130: Avió d'espionatge electrònic amb equip secret. (1975)
- Lockheed F-117 Nighthawk: Caça bombarder furtiu. (1981)
- Lockheed YF-22, avió construït juntament amb Boeing i General Dynamics (1990)